# 峰口镇
峰口镇，是中华人民共和国湖北省荆州市洪湖市下辖的一个乡镇级行政单位。
峰口镇地处洪湖市西北部，洪湖市的北大门。東與萬全鎮交界，南瀕內荊河，西與曹市鎮毗鄰，北與仙桃市張溝鎮隔東荊河相望。是一個擁有13萬人口的大鎮，鎮區人口近5萬，是湖北省認定的中心鎮，為洪湖市城市副中心。早在唐宋時代，洪湖還處於雲夢澤國之時，這裡就是北自漢陽，西自荊川往來商賈雲集之地。隨著時代的變遷，峰口幾經易名。

## 歷史沿革
明嘉靖元年(1522年)，名直埠，因直埠湖得名，沔阳州在此设直埠河舶所。后张姓人家迁此开铺，经营以物易物的商品交换生意。后又开设鱼行，收购和贩运鲜鱼，改名张家场。
清乾隆年间(1736-1795年)，因这里仍是四方渔民贩卖河鲜的集散地，虽地势较高，但还是连年遭受汉江洪水泛滥。当时东荆河支流没有堤防设施，每到洪泛时期，洪水肆流，将峰口高地分割为几块，紧靠集市处冲了一个大口，白庙至峰口老桥旁形成一条自然河。附近往来的百姓和商贾们行走不便，也只能望口兴叹，商贸活动深受影响。
为此，峰口百姓决心封住此口。消息传出，凡来峰口贸易的商贾和附近的百姓踊跃参加，有钱的出钱，无钱的出力。从动工到完工共用一个月的时间，直埠口封住，且填压成50米长的一块场地，形成了新的集贸市场，人们称为封口。
远近渔民和商贾竞相来封口集贸市场做生意。封口成为货物装卸、贸易繁忙的码头。久而久之，封口名播四方。先后有咸宁帮、黄陂帮众多商家落户封口，使封口这个单一的鱼虾集散地发展成初具规模的南连湘岳、北通武汉、西达荆州的商贸集镇，有江汉平原小汉口的美称。由于此地是以封口之坝挡住洪水之峰，高坚无恙，人们便将封口雅称峰口，沿用至今。
1951年，洪湖建縣時，沔阳县（今仙桃市）划出第10区（峰口）归属洪湖县。
1958年9月，成立峰口公社。
1961年5月，恢復峰口區、鎮。
1975年3月，併為峰口公社。
1987年10月，分設峰口鎮、白廟鄉。
1988年改為峰口鎮。
2001年白廟鄉併入峰口鎮。

## 行政区划
峰口镇下辖以下地区：
新建街社区、沿河街社区、解放街社区、凤凰街社区、白庙街社区、土京村、观厅村、万宝村、塘咀村、兰桥村、坨建村、群台村、双路村、红花村、绣花村、双丰村、定洲村、群星村、麻壕村、童岭村、京城村、大公村、大桥村、新台村、周家湾村、西河村、陈赵台村、全胜村、土港村、田家台村、农科所村、四墩村、白庙村、恒继村、潭洲村、新河村、新沟村、直岭村、范湖村、塘脑村、朱市村、向晓村、郭洲村、红脑村、红岭村、继美村、伍沟村、林沟村、东晓村、卫沟村和二洪村。